# Ferdi Vierklau
Ferdinand ”Ferdi” Rudols Marcel Vierklau (født 1. april 1973 i Bilthoven, Holland) er en hollandsk tidligere fodboldspiller (højre back).
Vierklau spillede to kampe for det hollandske landshold i perioden 1996-97. På klubplan spillede han i hjemlandet hos Ajax, Utrecht og Vitesse, ligesom han havde et ophold hos spanske Tenerife. Han vandt det hollandske mesterskab med Ajax i 2002.

## Titler
Æresdivisionen
- 2002 med Ajax

KNVB Cup
- 1999 og 2002 med Ajax